# ۲۰۲۶ (میلادی)
۲۰۲۶ (میلادی) ۲۰۲۶مین سال تقویم میلادی است و در آن سال جام جهانی ۲۰۲۶ در سه کشور امریکا و مکزیک و کانادا انجام می شود

## رویدادها
برگذاری
جام جهانی فوتبال ۲۰۲۶ در مکزیک-کانادا-آمریکا

## درگذشتگان
‎